# Гексоктаедричний вид симетрії

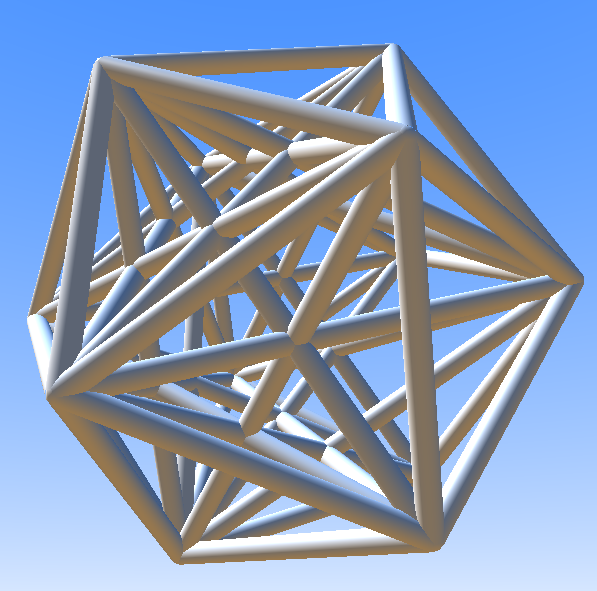
гексоктаедр

Гексоктаедричний вид симетрії — вид симетрії кристалічних тіл, який включає три осі четвертого, чотири осі третього та шість осей другого порядків, дев'ять площин симетрії і центр інверсії. Іноді вживають застарілий синонім полігіріо-планаксіальний вид симетрії. Проста форма цього виду — гексоктаедр. 